# Gymnopogon legrandii
Gymnopogon legrandii är en gräsart som beskrevs av Roseng., B.R.Arrill. och Primavera Izaguirre de Artucio. Gymnopogon legrandii ingår i släktet Gymnopogon och familjen gräs. Inga underarter finns listade i Catalogue of Life.